# Özlem Demirel
Özlem Demirel, née le 10 mars 1984 à Malatya en Turquie, est une femme politique germano-turque. Membre du parti Die Linke, elle est élue députée européenne en 2019.

## Biographie
Issue d'une famille d'alévis kurdes installée en Allemagne, Özlem Demirel étudie entre autres les sciences politiques à l'université de Bonn.
Membre du Parti du socialisme démocratique à partir de 2005 puis de Die Linke à partir de 2007, elle est élue députée au parlement de Rhénanie-du-Nord-Westphalie en mai 2010. Elle est élue députée européenne en mai 2019.
Au Parlement européen, elle fait partie du groupe gauche unitaire européenne/Gauche verte nordique et membre de la sous-commission sécurité et défense.
Le 2 mars 2022, avec 12 autres députés européens, elle vote contre une résolution condamnant l'invasion de l'Ukraine par la Russie, appelant à l'armement de l'Ukraine. Pour justifier son vote, elle déclare que la résolution ne ferait qu'aggraver la situation et « qu'il est cynique d'abuser de la souffrance des Ukrainiens pour quelque chose comme ça. Les peuples d'Ukraine, d'Europe et du monde veulent vivre en paix et en sécurité ».
Elle est réélue en 2024.